# Georg Hettich
Georg Hettich (* 12. Oktober 1978 in Furtwangen) ist ein ehemaliger deutscher Nordischer Kombinierer und Olympiasieger.

## Karriere
Hettich startete während seiner aktiven Karriere für das Ski-Team Schonach-Rohrhardsberg seiner Heimatgemeinde Schonach im Schwarzwald. Er absolvierte das Skiinternat Furtwangen und studierte anschließend Medical Engineering an der Hochschule Furtwangen Außenstelle Villingen-Schwenningen. Danach promovierte er im Fachgebiet Sportmotorik am Institut für Sport und Sportwissenschaft der Albert-Ludwigs-Universität Freiburg mit einer Arbeit zum Thema Gleichgewichtskontrolle. Heute arbeitet er beim Prothesenhersteller Aesculap. Er lebt mit Ehefrau Birgit und zwei Söhnen in Freiburg.
Bei den Juniorenweltmeisterschaften 1997 in Calgary gewann Georg Hettich Silber mit der Mannschaft sowie bei den Olympischen Winterspielen 2002 in Salt Lake City, bei den Weltmeisterschaften 2003 in Val di Fiemme, bei den Weltmeisterschaften 2005 in Oberstdorf und bei den Olympischen Winterspielen 2006 in Turin jeweils eine Silbermedaille mit der Mannschaft.
Bei der Winter-Universiade 2005 holte sich Georg Hettich die Goldmedaille im Einzel.
Bei den Olympischen Winterspielen 2006 gewann er im Einzel-Wettbewerb (Gundersen K90/15 km) in Turin die Goldmedaille und feierte damit den größten Erfolg seiner sportlichen Karriere. Außerdem holte er im Mannschaftswettbewerb mit Björn Kircheisen, Ronny Ackermann und Jens Gaiser die Silbermedaille und erkämpfte sich im Sprint die Bronzemedaille.
Für diese sportlichen Erfolge wurde er am 26. April 2006 mit dem Silbernen Lorbeerblatt ausgezeichnet.
An diese Form kam er in den folgenden Jahren nicht mehr heran. So fehlte er bei den Nordischen Skiweltmeisterschaften 2009 in Liberec und reiste nur als Ersatzmann zu den Olympischen Winterspielen 2010 nach Vancouver.
Nach Ende der Weltcupsaison 2009/10 beendete Georg Hettich seine Karriere. Seinen letzten Weltcup-Wettbewerb bestritt er am 14. März 2010 in Oslo.
Georg Hettich ist auf Vorschlag der CDU-Fraktion des Landtags von Baden-Württemberg zum Mitglied der 14. Bundesversammlung gewählt worden.

## Zitat
„Olympiasieger – ich dachte, das gibt es nur im Fernsehen, jetzt bin ich selber einer.“ – nach dem Gewinn der Goldmedaille.

## Erfolge

### Weltcupsiege im Team
| Nr. | Datum           | Ort      | Disziplin             |
| --- | --------------- | -------- | --------------------- |
| 1.  | 3. Januar 2009  | Schonach | Staffel Normalschanze |
| 2.  | 24. Januar 2010 | Schonach | Staffel Normalschanze |

### Grand-Prix-Siege im Einzel
| Nr. | Datum             | Ort                  | Disziplin               |
| --- | ----------------- | -------------------- | ----------------------- |
| 1.  | 21. August 2002   | Winterberg           | Gundersen Normalschanze |
| 2.  | 3. September 2005 | Steinbach-Hallenberg | Massenstart Großschanze |
| 3.  | 26. Juli 2008     | Hinterzarten         | Gundersen Normalschanze |

## Statistik

### Teilnahmen an Olympischen Winterspielen
| Jahr und Ort   | Wettbewerb   | Wettbewerb   | Wettbewerb | Wettbewerb |
| Jahr und Ort   | Gundersen NH | Gundersen LH | Sprint     | Team       |
| -------------- | ------------ | ------------ | ---------- | ---------- |
| 2002 Park City | 34.          | –            | –          | 02.        |
| 2006 Turin     | 01.          | –            | 03.        | 02.        |
| 2010 Vancouver | –            | 24.          | –          | –          |

### Platzierungen bei Weltmeisterschaften
| Jahr und Ort    | Wettbewerb | Wettbewerb | Wettbewerb |
| Jahr und Ort    | Gundersen  | Sprint     | Team       |
| --------------- | ---------- | ---------- | ---------- |
| 1997 Trondheim  | –          | –          | 06.        |
| 2001 Lahti      | 48.        | 13.        | –          |
| 2003 Pragelato  | 04.        | 04.        | 02.        |
| 2005 Oberstdorf | 22.        | 07.        | 02.        |
| 2007 Sapporo    | 29.        | –          | –          |